# Lí Ban
Lí Ban [Lʼiː ban] ist der Name einer Sagengestalt in der keltischen Mythologie Irlands. Sie ist die Schwester der Fee Fand und die Tochter Aed Abraths von den Túatha Dé Danann. Sie soll wie ihre Schwester eine Meeresgottheit oder Feenkönigin gewesen sein.
In der Erzählung Serglige Con Chulainn ocus oenét Emire („Cú Chulainns Krankenlager und die einzige Eifersucht Emers“) wird Cú Chulainn von Fand mit einer Krankheit bestraft, weil er sie und Lí Ban in ihren Schwanengestalten gejagt hatte. Li Ban fordert ihn durch seinen Wagenlenker Loeg mac Riangabra auf, ihr zur Sühne gegen die Feinde ihres Gatten Labraid Luath-lám-ar-chlaideb zu helfen. In einer anderen Version ist Labraid  Lí Bans Vater. Nach Cú Chulainns Sieg darf er als Belohnung einen Monat mit Fand im Elfenreich verbringen.
Der Name Lí Ban leitet sich vom proto-indogermanischen *leiābánniā („Flüssigkeits-Tröpfchen“) oder *leiābénnā („Frau aus Flüssigkeit“) ab.